# Momoria desudara
Momoria desudara är en insektsart som beskrevs av Blocker 1979. Momoria desudara ingår i släktet Momoria och familjen dvärgstritar. Inga underarter finns listade i Catalogue of Life.